# Boxen bei den Panamerikanischen Spielen
Die Boxwettbewerbe bei den Panamerikanischen Spielen sind neben den panamerikanischen Meisterschaften die wichtigsten amerikanischen Boxwettkämpfe. Sie finden seit 1951 im Vierjahresrhythmus statt und werden von der AIBA organisiert. Die ersten Wettkämpfe, bei denen es ausschließlich argentinische Goldmedaillengewinner gab, wurden in der argentinischen Hauptstadt Buenos Aires in 8 Gewichtsklassen ausgetragen. Seit 2011 wird in 10 Gewichtsklassen geboxt.

## Teilnehmernationen
| - Amerikanische Jungferninseln - Antigua und Barbuda - Argentinien - Aruba - Bahamas - Barbados - Belize - Bermuda - Bolivien - Brasilien - Britische Jungferninseln - Chile - Costa Rica - Dominica | - Dominikanische Republik - Ecuador - El Salvador - Grenada - Guatemala - Guyana - Haiti - Honduras - Jamaika - Kanada - Cayman Islands - Kolumbien - Kuba - Mexiko | - Niederländische Antillen - Nicaragua - Panama - Paraguay - Peru - Puerto Rico - St. Kitts und Nevis - St. Lucia - St. Vincent und die Grenadinen - Suriname - Trinidad und Tobago - Uruguay - Vereinigte Staaten - Venezuela |

## Wettkämpfe
| Nr. | Jahr | Ort            | Land                    | Artikel |
| --- | ---- | -------------- | ----------------------- | ------- |
| 1   | 1951 | Buenos Aires   | Argentinien             | Details |
| 2   | 1955 | Mexiko-Stadt   | Mexiko                  | Details |
| 3   | 1959 | Chicago        | Vereinigte Staaten      | Details |
| 4   | 1963 | São Paulo      | Brasilien               | Details |
| 5   | 1967 | Winnipeg       | Kanada                  | Details |
| 6   | 1971 | Cali           | Kolumbien               | Details |
| 7   | 1975 | Mexiko-Stadt   | Mexiko                  | Details |
| 8   | 1979 | San Juan       | Puerto Rico             | Details |
| 9   | 1983 | Caracas        | Venezuela               | Details |
| 10  | 1987 | Indianapolis   | Vereinigte Staaten      | Details |
| 11  | 1991 | Havanna        | Kuba                    | Details |
| 12  | 1995 | Mar del Plata  | Argentinien             | Details |
| 13  | 1999 | Winnipeg       | Kanada                  | Details |
| 14  | 2003 | Santo Domingo  | Dominikanische Republik | Details |
| 15  | 2007 | Rio de Janeiro | Brasilien               | Details |
| 16  | 2011 | Guadalajara    | Mexiko                  | Details |
| 17  | 2015 | Toronto        | Kanada                  | Details |

## Nationenwertung
| Platz | Land                    | Gold | Silber | Bronze | Gesamt |
| ----- | ----------------------- | ---- | ------ | ------ | ------ |
| 1     | Kuba                    | 90   | 20     | 16     | 126    |
| 2     | Vereinigte Staaten      | 33   | 32     | 41     | 106    |
| 3     | Argentinien             | 21   | 15     | 27     | 63     |
| 4     | Venezuela               | 8    | 15     | 37     | 60     |
| 5     | Mexiko                  | 8    | 13     | 35     | 56     |
| 6     | Brasilien               | 7    | 19     | 35     | 61     |
| 7     | Puerto Rico             | 6    | 18     | 24     | 48     |
| 8     | Kanada                  | 6    | 11     | 28     | 45     |
| 10    | Dominikanische Republik | 2    | 14     | 24     | 40     |
| 9     | Chile                   | 2    | 9      | 8      | 19     |
| 11    | Kolumbien               | 2    | 8      | 13     | 23     |
| 12    | Ecuador                 | 1    | 4      | 8      | 13     |
| 13    | Uruguay                 | 1    | 1      | 6      | 8      |
| 14    | Jamaika                 | 0    | 2      | 9      | 11     |
| 15    | Peru                    | 0    | 2      | 0      | 2      |
| 16    | Guyana                  | 0    | 1      | 7      | 8      |
| 17    | Panama                  | 0    | 1      | 2      | 3      |
| 17    | Trinidad und Tobago     | 0    | 1      | 2      | 3      |
| 19    | Bahamas                 | 0    | 1      | 0      | 1      |
| 20    | El Salvador             | 0    | 0      | 2      | 2      |
| 20    | Nicaragua               | 0    | 0      | 2      | 2      |
| 21    | Guatemala               | 0    | 0      | 2      | 2      |
| 21    | Barbados                | 0    | 0      | 1      | 1      |
| 21    | Honduras                | 0    | 0      | 1      | 1      |
| 21    | Costa Rica              | 0    | 0      | 1      | 1      |
| Total | Total                   | 187  | 187    | 331    | 705    |

## Erfolgreichste Teilnehmer
| Platz | Name           | Land | Gold | Silber | Bronze | Gesamt |
| ----- | -------------- | ---- | ---- | ------ | ------ | ------ |
| 1     | Félix Savón    | Kuba | 3    | 0      | 0      | 3      |
| 1     | Rolando Garbey | Kuba | 3    | 0      | 0      | 3      |